# 알렉시 레노
알렉시 레노(프랑스어: Alexis Raynaud, 1994년 8월 19일~)는 프랑스의 사격 선수로 주 종목은 소총이다. 2016년 하계 올림픽에서 남자 50m 소총 3자세 종목에서 동메달을 획득했다.